# Batallón de Arsenales 181
El Batallón de Arsenales 181 (B Ars 181) fue una unidad táctica del servicio de arsenales del Ejército Argentino con asiento en la Guarnición de Ejército «Pigüé» y bajo dependencia orgánica del V Cuerpo de Ejército.

## Reseña
Se creó en 1964 como Batallón de Arsenales 181, dependiente del V Cuerpo de Ejército.
En 1982 adquirió el nombre Batallón de Arsenales 101, uniéndose al I Cuerpo de Ejército. El mismo año cambió nuevamente su nombre (Batallón de Arsenales 602) y pasó a la órbita del Comando de Arsenales.
En 1993 el B Ars 181 se fusionó con el Batallón Logístico 10 y se constituyó Base de Apoyo Logístico «Pigüé».